# Botryllus
Botryllus – rodzaj żachw z rodziny Styelidae.
Do rodzaju zalicza się następujące gatunki:
- Botryllus anceps (Herdman, 1891)
- Botryllus arenaceus (Monniot, 1988)
- Botryllus aster (Monniot, 1991)
- Botryllus closionis (Monniot, Monniot, Griffiths & Schleyer, 2001)
- Botryllus compositus (Tokioka, 1967)
- Botryllus delicatus (Okuyama & Saito, 2001)
- Botryllus eilatensis (Shenkar & Monniot, 2006)
- Botryllus elegans (Quoy & Gaimard, 1834)
- Botryllus firmus (Monniot & Monniot, 1996)
- Botryllus gracilis (Michaelsen, 1927)
- Botryllus gregalis (Sluiter, 1898)
- Botryllus horridus (Saito & Okuyama, 2003)
- Botryllus humilis (Monniot, 1988)
- Botryllus japonicus (Oka, 1931)
- Botryllus leachii (Savigny, 1816)
- Botryllus maeandrius (Sluiter, 1898)
- Botryllus magnus (Ritter, 1901)
- Botryllus mortenseni (Millar, 1964)
- Botryllus niger (Herdman, 1886)
- Botryllus ovalis (Monniot, 1988)
- Botryllus perspicuum (Herdman, 1886)
- Botryllus planus (Van Name, 1902)
- Botryllus primigenus (Oka, 1928)
- Botryllus promiscuus (Okuyama & Saito, 2002)
- Botryllus puniceus (Saito & Nagasawa, 2003)
- Botryllus scalaris (Saito & Mukai, 1981)
- Botryllus schlosseri (Pallas, 1766)
- Botryllus separatus (Sluiter, 1904)
- Botryllus sexiensis (Saito & Watanabe, 1981)
- Botryllus stewartensis (Brewin, 1958)
- Botryllus stuhlmanni (Michaelsen, 1918)
- Botryllus tabori (Rodrigues, 1962)
- Botryllus tuberatus (Ritter & Forsyth, 1917)